# Де ла Фуэнте Леаль, Рамон
Рамо́н де ла Фуэ́нте Леа́ль (исп. Ramón de la Fuente Leal; 31 декабря 1907, Бильбао — 15 сентября 1973, Мадрид), более известный как Лафуэ́нте — испанский футболист и тренер.

## Биография
В течение своей карьеры сыграл в «Баракальдо», «Атлетик Бильбао», а также в «Атлетико Мадрид».
Сыграл в 8 матчах за сборную Испании. Участник чемпионата мира 1934 года.
В 1940 году возглавил «Атлетико Мадрид», однако уже после 10-го тура его сменил Рикардо Самора. Два года был главным тренером испанского клуба «Депортиво Ла-Корунья».

## Достижения
«Атлетик Бильбао»
- Кубок Испании: 1930